# Ulrich Kautz
Ulrich Kautz (chinesisch 高立希, Pinyin Gāo Lìxī, * 29. Oktober 1939; † 7. August 2020) war ein deutscher Übersetzungswissenschaftler, Dolmetscher und Übersetzer.

## Leben und Wirken
Ulrich Kautz studierte zwischen 1957 und 1961 Dolmetschen und Übersetzen für Englisch und Chinesisch an der Karl-Marx-Universität Leipzig und schloss sein Studium 1961 als Diplomübersetzer und Diplomdolmetscher ab. Ab 1961 arbeitete er als Übersetzer und Dolmetscher an der Botschaft der DDR in Peking. 1966 musste er mit der aufkommenden Kulturrevolution als "sowjetischer Revisionist" China verlassen. Obwohl er kein Mitglied der SED war, und ihm so die gewünschte akademische Laufbahn verwehrt geblieben wäre, bekam er eine Stelle im Institut für Anglistik der Humboldt-Universität zu Berlin.
Zwischen 1973 und 1976 war Kautz als Chefübersetzer an der Handelsvertretung der DDR in Peking tätig. Nach seiner Rückkehr aus China promovierte er 1980 im Fachbereich Chinawissenschaften der Humboldt-Universität zu Berlin mit einer Arbeit zum Thema Übersetzung deutscher Relativsätze ins Chinesische. Anschließend war er als Hochschullehrer und Wissenschaftler in der Sprachmittler-Ausbildung tätig. Hier entwickelte er einen neuen Studiengang zur Praxis des Übersetzens und Dolmetschens für das Sprachenpaar Chinesisch/Deutsch, der jedoch nach der Wiedervereinigung aufgegeben wurde. Kautz wechselte 1992 an das Goethe-Institut und ging schließlich 1998 an die Johannes Gutenberg-Universität Mainz, wo er bis zu seiner Pensionierung lehrte und zum außerordentlichen Professor ernannt wurde.
Neben seiner praktischen Tätigkeit in China und als Wissenschaftler und Hochschullehrer in Deutschland trat Ulrich Kautz vor allem wegen seiner zahlreichen literarischen Übersetzungen chinesischer Autoren seit 1980 in Erscheinung. Hierzu zählen neben anderen Deng Youmei, Wang Meng, Wang Shuo, Yu Hua, Yan Lianke und Lu Wenfu. Im August 2007 bekam er im Rahmen der Buchmesse Peking einen Preis für besondere Verdienste um das chinesische Buch im Ausland vom chinesischen Kulturministerium überreicht.

## Übersetzungen (Auswahl)
- Deng Youmei (chinesisch 邓友梅): Yanhu 烟壶; Na Wu 那五.
  - deutsch: Phönixkinder und Drachenenkel: Bilder aus dem alten Peking. Aufbau-Verlag, Berlin 1990, ISBN 3-351-01700-6.
- Lu Wenfu (chinesisch 陆文夫): Meishijia 美食家.
  - deutsch: Der Gourmet. Diogenes-Verlag, Zürich 1993, ISBN 3-257-01974-2.
- Wang Meng (chinesisch 王蒙): Huodong bian renxing =活动変人形.
  - deutsch: Rare Gabe Torheit. Im Waldgut-Verlag, Frauenfeld 1994, ISBN 3-7294-0096-7.
- Wang Shuo (chinesisch 王朔): Wanzhu; Yi jiar zhengjing meiyou 顽主：一点正经没有.
  - deutsch: Oberchaoten. Diogenes-Verlag, Zürich 1997, ISBN 3-257-06142-0.
- Yu Hua (chinesisch 余華): Huózhe 活着.
  - deutsch: Leben! Klett-Cotta, Stuttgart 1998, ISBN 3-608-93417-0.
- Yu Hua (chinesisch 余華): Xiongdi 兄弟
  - deutsch: Brüder. S. Fischer, Frankfurt am Main 2009, ISBN 978-3-10-095803-7.
- Yan Lianke (chinesisch 阎连科): Wei renmin fuwu 为人民服务.
  - Dem Volke dienen. Ullstein, Berlin 2007, ISBN 978-3-550-08687-8.
- Yan Lianke (chinesisch 阎连科): Ding zhuang meng 丁庄梦.
  - deutsch: Der Traum meines Großvaters. Ullstein, Berlin 2009, ISBN 978-3-550-08749-3.
- Yan Lianke (chinesisch 阎连科): Shouhuo 受活.
  - deutsch: Lenins Küsse. Bastei Lübbe, Köln 2015, ISBN 978-3-8479-0600-1.
- Yu Hua (chinesisch 余華): Shige cihui li de zhongguo 十个词汇里的中国.
  - deutsch: China in zehn Wörtern: eine Einführung. S. Fischer, Frankfurt am Main 2012, ISBN 978-3-10-095807-5.
- Wang Shuo (chinesisch 王朔): Wo shi ni baba 我是你爸爸.
  - deutsch: Ich bin doch dein Vater! Ostasien Verlag, Großheirath 2012, ISBN 978-3-940527-62-2.

## Publikationen (Auswahl)
- Handbuch Didaktik des Übersetzens und Dolmetschens. Iudicium-Verlag, München 2002, ISBN 3-89129-449-2.
- Aktiv und Passiv im Deutschen und Chinesischen: Eine konfrontativ-übersetzungswissenschaftliche Studie. Groos, Heidelberg 1991, ISBN 3-87276-645-7.
- Übersetzung deutscher Relativsätze ins Chinesische. Diss., Hochschulschrift. Humboldt-Universität, Berlin 1980, DNB 810435446.